# Saeki Naoya
Naoya Saeki (sinh ngày 18 tháng 12 năm 1977) là một cầu thủ bóng đá người Nhật Bản.

## Sự nghiệp câu lạc bộ
Naoya Saeki đã từng chơi cho Júbilo Iwata, Vissel Kobe, Omiya Ardija, Avispa Fukuoka, JEF United Chiba và Tokyo Verdy.